# I. Iusztinosz bizánci császár
I. Iusztinosz (görög Ιουστίνος, latin Iustinus, magyarban elterjedt néven Jusztinusz, vagy Justinus, Bederiana, 453 körül – Konstantinápoly, 527. augusztus 1.) bizánci császár 518-tól haláláig, I. Anasztasziosz utódja volt. Már a korabeli történetírók is mindössze I. Iusztinianosz súlytalan elődjének és bábjának tekintették, azonban nem szabad elfelednünk, hogy ha Iusztinosz nem járja be a maga útját, Iusztinianosz sosem került volna trónra.

## Élete
Feltehetően Tauresium faluban született, a mai Nis (akkoriban Naisszosz, Naissus) város közelében, Dardania provinciában, Dacia diocesisben, Illyricum praefecturában alacsony sorban az 5. század közepén. A Balkánt akkoriban a hunok (447), később a keleti gótok dúlták, mígnem I. León békét nem kötött ez utóbbiakkal 461-ben. Iusztinosz ekkortájt indulhatott Konstantinápolyba két társával szerencsét próbálni. Ha nem is egyhamar, de a siker nem maradt el. A fiatalember csatlakozott az újonnan felállított testőrgárdához, melynek – jó kapcsolatok híján – saját tehetsége révén a parancsnoka lett. Nem volt ez másként 518-ban sem, amikor Anasztasziosz császár elhunyt.
A legenda szerint Anasztasziosz nem tudta eldönteni, hogy melyik unokaöccse örökölje a trónt a három közül, és még egy rafinált csellel sem sikerült dűlőre jutnia. Három fekhelyet készíttetett egy szobába, és az egyiket kijelölte, hogy amelyik unokaöccse arra ül, az lesz jövendő uralkodó. Mikor a három rokon megérkezett, senki sem ült arra a bútorra, mert ketten megosztoztak egy másikon. Így – a hagyomány szerint – a császár Istenhez imádkozott, majd kijelentette, hogy az lesz a császár, aki másnap először lép a szobájába. Ez az illető pedig Iusztinosz volt. Valójában csak Anasztasziosz halála után dőlt el, hogy Iusztinosz nyeri el a trónt.
Iusztinosz felesége, Euphemia azelőtt Iusztinosz rabszolgája volt, és trónra lépése előtt Lupicinának hívták. Gyermekük nem született.

## Uralkodása

### A trón megszilárdítása
A valóságban Iusztinosz az alábbi módon emelkedett trónra: a Hippodromban összehívott nép elunta az előkelők tanácskozását a palotában, és türelmetlenkedni kezdett. A zúgolódás megrémítette az udvaroncokat, akik az eleinte számításba nem jövő Iusztinoszt tették meg végül uralkodónak, lévén tapasztalt katonatiszt, de ekkoriban parancsnoki teendői a keleti hadszíntérhez kötötték.
518. augusztus 1-jén Iusztinosz levelet írt Hormiszdasz pápának, bejelentve megválasztását és azt is, hogy mindez saját akarata ellenére történt. Jóannész Malalasz azonban megőrzött egy olyan hagyományt, miszerint valójában törekedett arra, hogy császárrá koronázzák: Amantius kamarás eszerint saját jelöltje, Theokritosz számára úgy gyűjtött volna támogatást, hogy megkérte az idős, alacsony sorból származó Iusztinoszt arra, hogy nagyobb összegeket osszon szét az előkelők között. Iusztinosz azonban a saját bázisának növelésére használta fel a kapott pénzt, és nem sokkal megválasztása után kivégeztette Amantiust és Theokritoszt.
Megválasztása után minden egyes katonának fizetett egy font ezüstöt és 5 nomismatát – I. Leó és Anastasius nyomdokait követve.

### Iusztinianosz
Járatlan lévén az államügyekben, Iusztinosz tehetséges tanácsadókkal vette magát körül. Közülük is kiemelkedett Flavius Petrus Sabbatius, a császár unokaöccse, fogadott fia és utódja I. Iusztinianosz néven. Prokopiosz történetíró közlései alapján szokás azt mondani, hogy Iusztinianosz uralkodott elődje helyett – sőt a történetíró 518-tól számítja Iusztinianosz uralmát, és még elődjének épületeit is a nagy utódnak tulajdonítja. Hogy az örökbefogadás mikor történt, az kérdéses, de valószínűleg valamikor Iusztinosz megkoronázása táján. Ezt onnan lehet tudni, hogy csak az első consuli diptichonon maradt fenn eredeti neve, mindenhol másutt az adoptálás után felvett Iusztinianosz név látható.
521-ben a császár által patriciusi rangra emelt Iusztinianosz töltötte be a consuli hivatalt. Talán Vitalianus 520-as meggyilkolásában is szerepet játszott a hatalomvágyó ifjú. Iusztinosz két másik unokaöccse, Germanus és Boraides nem vett részt a hatalmi harcban. Iusztinianosz feltehetően felelős volt a Iusztinosz uralkodása alatt zajló utcai harcokban a Hippodrom zöld és kék pártja között, amely ellehetetlenítette a közbiztonságot. Iusztinianosz a kékeket támogatta, ám amikor 524-525-ben megbetegedett, Iusztinosz is értesült a fokozódó rendbontásról. Theodotus Colocynthius városparancsnokot bízta meg a rendcsinálással, aki ennek vasszigorral tett eleget. Bosszúból Iusztinianosz felépülése után áthelyezték Jeruzsálembe.
Ugyanekkor, 525-ben vette feleségül Iusztinianosz a hű, vasakaratú politikusnak bizonyuló Theodorát. A korábbi színésznővel kötött házasságot, amit Euphemia bizánci császárné is ellenzett, Iusztinosz 524-ben tette lehetővé az addigi törvények megváltoztatásával.
Idős korára Iusztinosz mindinkább energikus unokaöccse hatása alá került, akit 527. április 1-jén társcsászárává – azaz örökösévé – nevezett ki. A nemsokára feleségével együtt megkoronázott fiatalember azonban kezdettől fogva a kezében tartotta a gyeplőt.

### Vallásügyek
Iusztinianosz mereven elhatárolódott elődje monofizitizmusától. Első lépésként a fővárosba hívatta a Dobrudzsa területén bujkáló Vitalianust, aki 513-ban fellázadva igencsak megszorongatta Anastasius hadait. 520-ban Vitalianus lett a consul, és nagy befolyással rendelkezett az ügyek folyása felett – azonban még ebben az évben meggyilkolták. A monofizita keleti tartományokban kemény megtorlások kezdődtek. Az eretnek tan fő ideológusa, Severus antiochiai pátriárka Alexandriában, III. Timotheus pátriárkánál keresett menedéket. Egyiptom ugyanis már 451, a khalkédóni zsinat óta a monofizitizmus fellegvára volt – a császár pedig meg sem próbálkozott a felelősségre vonás ide történő kiterjesztésével.
518. július 20-án Konstantinápolyban zsinatot hívtak össze a környékbeli püspökök részvételével, ahova a pápát is meghívták. Hormisdas legátusokat küldött, akik követelték Akakiosz hajdani konstantinápolyi pátriárka, a Henótikon szerzőjének és összes utódjának kiátkozását, sőt Zénón és I. Anastasius császárokét is. A pápai libellust 519. március 28-án írták alá a császár, a főpapok és a senatus jelenlétében. Az akakioszi egyházszakadás véget ért harminc év után. A bizánci katonákat is feleskették az ortodoxiára, az esküt megtagadókat megfosztották különféle juttatásaiktól.
Hormiszdasz azonban túl messzire ment: rendelkezése alapján gyakorlatilag minden 484 után hivatalba lépett papot ki kellett volna átkozni. Thesszaloniké püspöke tagadta meg elsőként a deklaráció aláírását, és mindenhonnan elégedetlenség hangjai hallatszottak. Iusztinosz ekkor rugalmasabb valláspolitikába kezdett, természetesen továbbra is a Khalkédónban megszabott keretek között. A monofiziták üldözése is alábbhagyott Vitalianus 520-as halálát követően – ellenben az uralkodó nagyobb hangsúlyt helyezett az ariánusok elleni küzdelemre.
A sors iróniájaként 525-ben Hormisdas utódja, I. János pápa maga érkezett Konstantinápolyba, hogy közbenjárjon az üldözések mérsékléséért. Ezt nem jószántából tette: az Itália területét magában foglaló Keleti Gót Királyság vezetője, Theuderich azzal, hogy a katolikusok üldözésével fenyegetőzött, szerette volna elérni az arianizmus, az osztrogótok zöme által követett vallás elfogadását. Bár Iusztinosz melegen fogadta a pápát, aki az alkalmat megragadva megkoronázta, számottevően nem változtatott politikáján. Uralkodása vége felé, amikor már nagyon öreg és beteg volt, Iusztinosz helyett Iusztinianosz vette át a tényleges irányítást, és ismét szigorított az eretnekség elleni intézkedéseken.

### A Keleti Gót Királyság
Egy meggyőződéses ortodox császár trónra lépése, aki a szkizma megszüntetésével megszilárdította támogatottságát Itália népében, kellemetlenül érintette a Keleti Gót Királyságot. Theoderich igyekezett maga is jó viszonyt ápolni Iusztinianosszal, hogy garantálja királysága biztonságát. Iusztinosz pozitívan válaszolt: 519-ben a gót király vejét, Eutharichot gót rítus szerint adoptálta és a gótok közül elsőként consullá tette. Ezzel nem csak a két ország kapcsolatán javított, hanem Eutharich örökös voltát is elismerte – a gót herceg azonban 522-ben meghalt, és csak egy kiskorú fiút hagyott maga után, az 518-ban született Athalarichot. 523 után Iusztinosz elrendelte az ariánusok üldözését, ami szintén azzal fenyegetett, hogy átterjed Itáliára, ahol a gót arisztokrácia elenyésző kisebbségben volt a római népességgel szemben.
524-ben Theoderich kivégeztette a Konstantinápollyal való együttműködéssel, árulással vádolt miniszterét, Boethiust, a középkorban oly népszerű filozófust. János pápa 525-ös utazása, amely nem vezetett eredményre az ariánusüldözés ügyében, csak rontott a helyzeten. János nem sokkal ezután meghalt – talán éppen a gót király haragjának esett áldozatul. Utódja, IV. Félix Theoderich beleegyezésével lépett trónra, aki azonban hamarosan elhunyt (526. augusztus 30.). Utolsó éveiben unokaöccse, Hilderich vandál király, a katolikusok támogatója ellen tervezett hadjáratot indítani, ami tovább rontott volna a Bizánccal kiépített kapcsolatokon.

### A keleti határ
A keleti határon Lazica kicsiny királysága – az antik Kolkhisz, ahol állítólag az aranygyapjút őrizték – már hosszú idő óta a Szászánida Birodalom vazallusa volt, noha lakói a kereszténységet vallották. 522-ben aztán Tzath királyuk nem Perzsiába ment, hogy megkoronázzák, hanem Konstantinápolyba, kérve Iusztinosztól királyként való elismerését és megkeresztelését. A császár szívélyes fogadtatásban részesítette Tzathot, és egy udvarbéli hölggyel házasította össze. A Szászánida Kavád király nem tudott azonnal reagálni, de végül tárgyalni kezdett az Észak-Kaukázusban élő, Zilbigi vezette szabir hunokkal. Zilbigi Iusztinosszal is egyezkedni akart, ám az elárulta Kavádnak, aki lemészárolta a hun vezért és mintegy 20 000 harcosát.
A perzsa királyra nagy hatással volt Iusztinosz nagylelkűsége, és a császárhoz fordult örökösödési problémái megoldásának reményében. Legidősebb, trónra jogosult fia a radikális mazdakiták támogatója volt, ezért nem akarta, hogy trónra kerüljön. Második fia félszemű, ezért hivatalosan alkalmatlan volt, bár kiváló hadvezérnek bizonyult, és sokan támogatták. Kavád ugyanis harmadik vagy negyedik fiát, Khusrót szerette volna örökösének látni, ezért örökbe fogadtatta Iustinosszal. Ő, bár támogatta a javaslatot, végül elállt tőle, mert ha római jog szerint fogadja örökbe a perzsa örököst, akkor az a konstantinápolyi trónra is jogosult lett volna – a perzsa diplomácia viszont a barbár rítus szerinti örökbefogadást nem fogadta el. A béke lehetősége odaveszett.
Kavád nemsokára megtámadta Ibéria kicsiny, keresztény kaukázusi királyságát (a mai Grúzia), amit Iusztinosz a boszporoszi hunok segítségével kívánt megvédeni, ám sikertelenül. Iberia uralkodója elmenekült, az ország pedig elvesztette függetlenségét, Iusztinosz pedig presztízsveszteséget volt kénytelen elkönyvelni. Az 526-os ellencsapás Persarmeniában (Armenia Maior perzsa ellenőrzés alatt álló részén) és Mezopotámiában nem vezetett semmiféle eredményre. Ezek kezdeményezője valószínűleg már Iustininanosz volt.

### Dél-Arábia
Himjár, a mai Jemen területén fekvő, gazdag kulturális tradíciókkal bíró terület arab és délarab lakói körében mind a pogányság, mind a kereszténység, mind a judaizmus képviseltette magát. 523 októberében egy bizonyos Dzú Nuvász (Fürtös), más forrásokban Maszruk nevű, zsidó vallású arab vette át a hatalmat, és véres keresztényüldözésbe kezdett. Ela Atzheba (görög forrásokban Elesboas vagy Hellesthaeus sőt olykor Kaleb) abesszíniai király csapatokkal kívánta segíteni a keresztényeket, azonban hajókra volt szüksége. Az alexandriai Timotheus pátriárkán keresztül vette fel a kapcsolatot Iustinosszal, aki – bár mind az abesszin király, mind Timotheus monofizita volt – a kereszténység védelmében flottát küldött. Ela Atzheba végül megdöntötte Dzú Nuvász hatalmát, és keresztény királyságot hozott létre a térségben, amit hosszas forrongás után 570-572 között a perzsák foglaltak el.